# Biernik (województwo mazowieckie)
Biernik – wieś w Polsce położona w województwie mazowieckim, w powiecie żyrardowskim, w gminie Puszcza Mariańska.
W skład sołectwa Biernik wchodzą także wsie Wilczynek i Wygoda.
W latach 1975–1998 miejscowość administracyjnie należała do województwa skierniewickiego.
9 marca 1891 w Bierniku urodził się Władysław Jan Olszowski, aktor i oficer.
SKłada się z dawnych wsi Biernik Włościański i Biernik Towarzystwo.